# (5784) Yoron
(5784) Yoron est un astéroïde de la ceinture principale.

## Description
(5784) Yoron est un astéroïde de la ceinture principale. Il fut découvert le 9 février 1991 à Yakiimo par Akira Natori et Takeshi Urata. Il présente une orbite caractérisée par un demi-grand axe de 2,64 UA, une excentricité de 0,12 et une inclinaison de 9,4° par rapport à l'écliptique.

## Compléments